# Sparisoma griseorubrum
Sparisoma griseorubrum là một loài cá biển thuộc chi Sparisoma trong họ Cá mó. Loài này được mô tả lần đầu tiên vào năm 1982.

## Từ nguyên
Từ định danh của loài đươc ghép bởi hai từ trong tiếng Latinh: griseo ("xám") và ruber ("đỏ"), hàm ý có lẽ đề cập đến màu xám của cá đực trưởng thành và màu đỏ của cá cái.

## Phạm vi phân bố và môi trường sống
S. griseorubrum có hình thái rất giống với Sparisoma chrysopterum và được xem là một danh pháp đồng nghĩa với S. chrysopterum. Mãi cho đến khi kết quả phân tích di truyền của Robertson và cộng sự (2006) cho thấy S. griseorubrum thực sự là loài hợp lệ.
S. griseorubrum hiện chỉ được biết đến tại bờ biển Venezuela. Chúng sống gần các rạn san hô hoặc trong những thảm cỏ biển ở độ sâu đến ít nhất là 30 m.

## Mô tả
Cá cái và cá đực nhỏ của S. griseorubrum có màu nâu xám đến nâu đỏ, cuống đuôi có vệt màu vàng nhạt hoặc trắng; tất cả các vây đều màu đỏ. Cá đực màu nâu xanh lục đến xanh xám. Mống mắt đỏ rực.
Số gai vây lưng: 9; Số tia vây ở vây lưng: 10; Số gai vây hậu môn: 3; Số tia vây ở vây hậu môn: 9; Số tia vây ở vây ngực: 13.

## Sinh thái học
Thức ăn của S. griseorubrum có lẽ là tảo như những loài cùng chi. S. griseorubrum được đánh bắt trong ngành thủy sản thương mại.